# 1159 Гранада
1159 Гранада (енгл. 1159 Granada) је астероид главног астероидног појаса. Приближан пречник астероида је 29,98 ,
а средња удаљеност астероида од Сунца износи 2,379 астрономских јединица (АЈ).
Инклинација (нагиб) орбите у односу на раван еклиптике је 13,034 степени, а орбитални период износи 1341,020 дана (3,671 године). Ексцентрицитет орбите астероида износи 0,058.
Апсолутна магнитуда астероида износи 11,55 а геометријски албедо 0,047.
Астероид је откривен 2. септембра 1929. године.